# Chaotic
Chaotic è il primo EP ufficiale della cantante statunitense Britney Spears, pubblicato il 27 settembre 2005 con il DVD della serie dall'omonimo titolo.

## Tracce
1. Chaotic – 3:31 (Michelle Bell, Bloodshy & Avant)
2. Someday (I Will Understand) – 3:36 (Britney Spears)
3. Mona Lisa – 3:26 (Britney Spears, Bloodshy & Avant)
4. Over to You Now (Edizioni inglese e giapponese) – 3:42 (Guy Sigsworth, Imogen Heap, Robyn, Alexander Kronlund)
5. Someday (I Will Understand) (Hi-Bias Signature Radio Remix - Edizioni europea, australiana e latinoamericana) – 3:46 (Britney Spears)

## Singoli
Someday (I Will Understand) è stato pubblicato come primo ed unico singolo dell'EP. Fu pubblicato solo in Asia, Europa continentale e Sud Africa come CD singolo con diversi remix della canzone; fu accompagnato da un video diretto da Michael Haussman. Someday (I Will Understand) è una canzone completamente nuova, scritta dalla stessa Spears. Il singolo pubblicato in Giappone conteneva in aggiunta il DVD della serie "Britney & Kevin: Chaotic" e un remix del singolo. Il video musicale fu presentato dopo l'ultima puntata della serie "Britney & Kevin: Chaotic" e fu pubblicato in DVD.

## Canzoni rilevanti

### Chaotic
Il titolo della serie TV fu dato dopo che la scelta della sua sigla ricadde sulla canzone Chaotic, una traccia registrata per l'album In the Zone, ma mai pubblicata. Era scritta e prodotta dal duo svedese Bloodshy & Avant, che avevano co-scritto per la Spears la hit Toxic. Anche Over to You Now è stata registrata per In the Zone. La canzone venne trasmessa solo dalle radio giapponesi.

### Mona Lisa
La canzone intitolata Mona Lisa era stata presentata precedentemente alla stazione radio KIISFM il 31 dicembre 2004. Era solo un demo, ma diede ai fan la speranza di un nuovo album in studio che avrebbe dovuto essere pubblicato più tardi quell'anno. La Spears aveva intitolato il progetto "The Original Doll", progetto che fu però cancellato; la canzone fu così riarrangiata con un testo differente.

## Canzoni inedite
Nell'Ep dovevano essere incluse anche le canzoni inedite registrate tra la fine del 2004 e gli inizi del 2005: Money, Love and Happiness, Take Off, Like I'm Fallin', Ouch e Giving It Up for Love assieme a Guilty, canzone poi pubblicata in rete.